# Actus reus
Actus reus est le terme latin signifiant l'acte de culpabilité (l'élément externe ou objectif d'une infraction criminelle). C'est un élément essentiel dans la détermination d'un crime.
Ainsi, lorsqu'aucun doute raisonnable ne subsiste par suite de la démonstration de la preuve, l'acte de culpabilité, prouvé de concert avec l'intention de l'individu de commettre une infraction criminelle (mens rea), crée la responsabilité criminelle de l'accusé dans les juridictions criminelles qui suivent le système de la common law (Canada, Australie, Nouvelle-Zélande, États-Unis, Royaume-Uni, Irlande).
L'actus reus a lui-même trois composantes : l'élément matériel, l'élément volontaire minimal et le lien de causalité.